# Alyxia monticola
Alyxia monticola är en oleanderväxtart som beskrevs av C. B. Robinson. Alyxia monticola ingår i släktet Alyxia och familjen oleanderväxter. Inga underarter finns listade i Catalogue of Life.